# NGC 4052
NGC 4052 (również OCL 870 lub ESO 94-SC10) – gromada otwarta znajdująca się w gwiazdozbiorze Krzyża Południa. Odkrył ją John Herschel 8 marca 1837 roku. Jest położona w odległości ok. 3,9 tys. lat świetlnych od Słońca.